# Summelstjärnen (Idre socken, Dalarna, 685721-131229)
Summelstjärnen är en sjö i Älvdalens kommun i Dalarna och ingår i Dalälvens huvudavrinningsområde.